# Саутгемптон Тауншип (округ Камберленд, Пенсільванія)
Саутгемптон Тауншип (англ. Southampton Township) — селище (англ. township) в США, в окрузі Камберленд штату Пенсільванія. Населення — 7504 особи (2020).

## Демографія
Згідно з переписом 2010 року, у селищі мешкало 6359 осіб у 2341 домогосподарстві у складі 1803 родин. Було 2596 помешкань
Расовий склад населення:
| - 96,6 % — білих - 1,1 % — азіатів - 0,8 % — чорних або афроамериканців - 0,1 % — корінних американців |

До двох чи більше рас належало 0,8 %. Частка іспаномовних становила 1,5 % від усіх жителів.
За віковим діапазоном населення розподілялося таким чином: 26,6 % — особи молодші 18 років, 60,3 % — особи у віці 18—64 років, 13,1 % — особи у віці 65 років та старші. Медіана віку мешканця становила 36,5 року. На 100 осіб жіночої статі у селищі припадало 97,9 чоловіків;  на 100 жінок у віці від 18 років та старших — 98,5 чоловіків також старших 18 років.
Середній дохід на одне домашнє господарство  становив 76 044 долари США (медіана — 60 781), а середній дохід на одну сім'ю — 83 086 доларів (медіана — 61 577). Медіана доходів становила 45 490 доларів для чоловіків та 35 332 долари для жінок. За межею бідності перебувало 12,8 % осіб, у тому числі 20,4 % дітей у віці до 18 років та 3,1 % осіб у віці 65 років та старших.
Цивільне працевлаштоване населення становило 3249 осіб. Основні галузі зайнятості: освіта, охорона здоров'я та соціальна допомога — 19,8 %, виробництво — 18,3 %, роздрібна торгівля — 16,1 %.